# Hans Meyer
Hans Meyer (født 3. november 1942) er en tysk fodboldtræner.
Som aktiv fodboldspiller opnåede Meyer 30 kampe for FC Carl Zeiss Jena i Oberliga, den bedste østtyske fodboldrække. Efter sit tidlige karrierestop i 1969 blev han indlemmet i klubbens trænerstab, og i 1970 fungerede han som assistent for cheftræner Georg Buschner. Da Buschner i 1971 blev landstræner for DDR, overtog den blot 28-årige Meyer posten som træner for FC Carl Zeiss Jena og havde jobbet til udgangen af 1983. Under Hans Meyer blev klubben tre gange pokalvinder i DDR. Som den største bedrift anses dog finalepladsen i Europa Cup for pokalvindere i 1981, hvor FC Carl Zeiss Jena på vej til slutkampen gjorde det af med de berømte vesteuropæiske storklubber AS Roma, Valencia CF og Benfica, inden finalen blev tabt med 1-2 til Dinamo Tbilisi fra Sovjetunionen.
Efter sine 13 sæsoner i FC Carl Zeiss Jena trænede Hans Meyer Rot-Weiß Erfurt (1984-87) og FC Karl-Marx Stadt (senere Chemnitzer FC, 1988-1993). 
Specielt i sin Jena-tid var han et stort trænernavn, og i forbindelse med Europa Cup-succesen i 1981 fik han konkrete tilbud fra flere storklubber i Vesteuropa. Efter Tysklands genforening i 1990 havde Hans Meyer, ligesom alle sine kolleger fra det nu opløste DDR, svært ved at få job i de store klubber i Bundesligaen og havde derfor sit virke i de lavere divisioner. Efter tiden i Chemnitzer FC, vendte Meyer i 1993 kortvarigt tilbage til hjerteklubben FC Carl Zeiss Jena, med hvilken han rykkede ud af 2. Bundesliga året efter. Endnu et kortvarigt og lidet succesfuldt engagement, denne gang hos Union Berlin, blev den midlertidige afslutning på Hans Meyers karriere i Tyskland, og i 1996 lod han sig ansætte i den hollandske klub FC Twente.
Efter tre år i Holland blev Hans Meyer hentet tilbage til Tyskland, til den falmede storklub Borussia Mönchengladbach, der på daværende tidspunkt lå placeret på sidstepladsen i 2. Bundesliga, men kun halvandet år senere rykkede Borussia Mönchengladbach atter op i den bedste række. Træt af pressekritik fra enkelte medier, bad Hans Meyer i foråret 2003 om at blive løst fra sin trænerkontrakt, for at fortsætte i en rolle som talentspejder i samme klub. I december 2003 var han dog på ny tilbage på trænerbænken, denne gang hos Hertha Berlin, som under Meyer reddede sig ud af en alvorlig fare for nedrykning. Da den halvårlige mission var fuldført indstillede han sig på at trække sig tilbage, men vendte overraskende tilbage til arbejdslivet i november 2005, da han overtog 1. FC Nürnberg, endnu en klub i overhængende nedrykningsfare. På kort tid fik han stabiliseret holdet, og siden har klubben hørt til i den bedste halvdel af Bundesligaen. I 2007 forlængede den 64-årige Meyer sin kontrakt til 2009. Den 11. februar 2008 blev han dog fyret af klubben på grund af en række dårlige resultater i Bundesligaen.
Som følge af sine gode resultater efter hjemkomsten fra Holland, har Hans Meyer opnået stor respekt for sine faglige kvaliteter. Hans tørre humor og påtaget gnavne attitude har skaffet ham stor popularitet i store dele af det tyske fodboldpublikum og ikke mindst i medierne.
Trænerkarriere:
- 1970 – 1971: FC Carl Zeiss Jena (Assistent)
- 1971 – 1983: FC Carl Zeiss Jena
- 1984 – 1987: Rot-Weiß Erfurt
- 1988 – 1993: FC Karl-Marx-Stadt / Chemnitzer FC
- 1993 – 1994: FC Carl Zeiss Jena
- 1995: 1. FC Union Berlin
- 1996 – 1999: FC Twente
- 1999 – 2003: Borussia Mönchengladbach
- 2004: Hertha BSC Berlin
- 2005 – 2008: 1. FC Nürnberg